# Michel Abonnel
Michel Abonnel (1881-1915) est un peintre français

## Biographie
Michel Abonnel est né le 15 janvier 1881 à Clermont-Ferrand. Il fait ses premières études à l'École régionale des Beaux-arts de Clermont-Ferrand. Il obtient une subvention du département, vient à Paris où il est reçu à l'École des Beaux-arts, atelier Cormon. 
Peintre de portraits et de paysages, il devint professeur de la Ville de Paris.
Entre 1909 et 1914, il expose à Paris, au Salon des Indépendants et au Salon des Artistes Français. 
On remarque de lui, aux Salons des Artistes Français, des portraits du docteur Chambige et du conseiller Gibon, puis des pastels d'enfants, où il excelle.
Un peu renfermé et très timide[non neutre], il ne s'ouvre qu'à ses intimes qui apprécient la loyauté de son caractère. Michel Abonnel vit volontiers à l'écart.
Il rejoint le 5e colonial. La fatigue s'accumulant, il entre dans un état d'épuisement puis meurt le 2 février 1915 à l'hôpital de Saint-Chamond.
Michel Abonnel est représenté par un paysage et un portrait au pastel dans une exposition organisée par le Salon d'Automne de 1919.